# Hubertus Paulus van Tuyll van Serooskerken

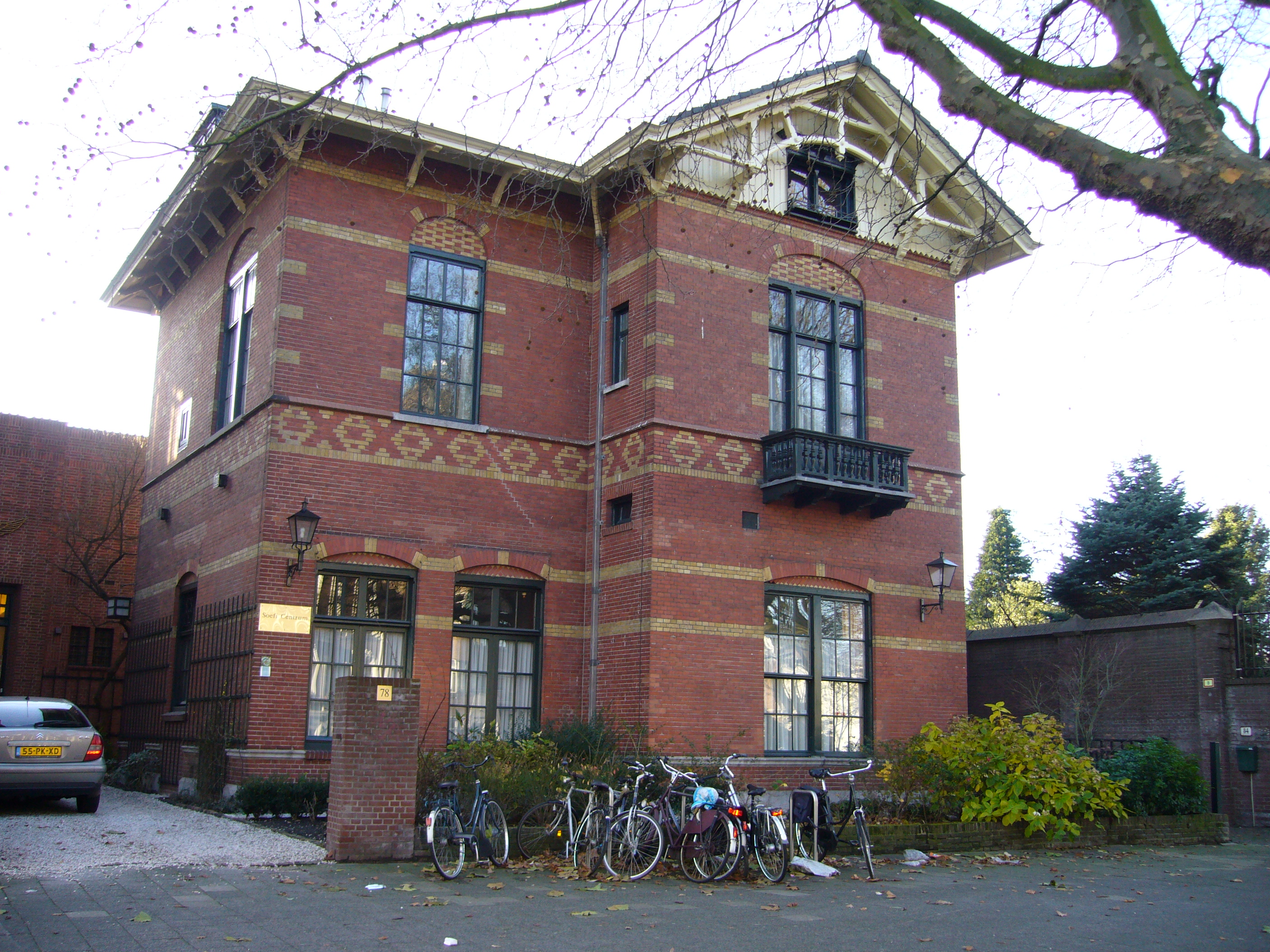
Voormalig kopstation

Hubertus Paulus 'Sirdar' baron van Tuyll van Serooskerken (Den Haag, 29 september 1883 – aldaar, 16 augustus 1958) was de eerste vertegenwoordiger van het universeel soefisme in Nederland. 
Hubertus Paulus was de tweede van vier zonen van Hendrik Nicolaas Cornelis (1854-1924) en Arnaudina Hoevenaar, Vrouwe van Geldrop. Zijn eerste huwelijk met de 18-jarige Johanna Clasina Jelgersma (1892-1969) liep in 1920 op een echtscheiding uit. 
In 1920 kocht hij een voormalig kopstation aan de Anna Paulownastraat (nu nummer 78), vlak bij het Vredespaleis. Dit werd gebruikt voor de stoomtram, die namens de Hollandsche IJzeren Spoorweg-Maatschappij van station Hollands Spoor naar de Duinstraat reed en later ook naar Scheveningen. Achter het gebouw lagen voorheen twee koninklijke buitenplaatsen: Rustenburg en Buitenrust. Nadat Van Tuyll het gebouw gekocht had, diende het als woonhuis en als kantoor voor de Soefibeweging. Het pand was in 1915, toen het station gesloten werd, door een architect gekocht en tot woonhuis verbouwd. Het oude loket waar de mensen hun kaartjes kochten, liet hij zitten. De rails deden nog dienst voor de aanvoer van bouwmaterialen tijdens de bouw van het ernaast gelegen Vredespaleis. 

## Soeficentrum Den Haag
In 1921 kwam de Indiase muzikant en mysticus Hazrat Inayat Khan (1882-1927) voor het eerst naar Den Haag. Hij bezocht Van Tuyll in diens huis en hield er enkele lezingen. Sindsdien vergezelde Sirdar van Tuyll zijn leermeester regelmatig op zijn reizen naar Duitsland en Zwitserland. Van Tuyll was de eerste leider van het Haagse Soeficentrum (1922-1958).
In 1922 hertrouwde Van Tuyll met Henriëtte Willebeek le Mair (1899-1966), zij illustreerde kinderboeken. In 1929 werd het voormalige wachtlokaal te klein voor de lessen. In de tuin werd een uitbouw neergezet, waar Universele Erediensten gehouden werden. Mevrouw van Tuyll liet, omdat haar tuin nu te klein werd, voortaan haar schapen en kippen op het dak van de uitbouw rondlopen.

## Paarden
Sirdar van Tuyll hield veel van dieren en van paarden in het bijzonder. Tijdens de Tweede Wereldoorlog begon hij een eigen renstal en fokte hij volbloeds. Zijn grote verdienste op het gebied van de warmbloedfokkerij werd beroemd. In 1949 kocht hij bij Henny de Vries acht paarden, waar niemand belangstelling voor leek te hebben. Hierbij bevonden zich Morning Star, Over Again, Peterhof en Mac Kinley, die de eerste zege op renbaan Duindigt op 24 april van dat jaar behaalde. Van Tuyll was jarenlang voorzitter van de Stichting Draf- en Rensport. 
Hij overleed op zaterdag 16 augustus 1958. Er werd een rouwdienst in de kerkzaal van de Soefibeweging gehouden, waar hij dertig jaar voorganger van was geweest.